# أتيلا سيمون (لاعب كرة قدم)
أتيلا سيمون (بالمجرية: Simon Attila)‏ (و. 1988  م) هو لاعب كرة قدم، من المجر، ولد في سالجوتارجان، يلعب كمهاجم.